# حمض الأسيتيك (استعمال طبي)
حمض الاسيتيك  وهو ما يعرف بالخل أو حمض الخليك  يستخدم طبيّا كقطرة أذن لعلاج عدد من حالات التهاب الأذن الخارجية. وايضا يمكن استخدامه مع فتيلة الأذن.
اسيتسك اسيد في الحالة السائلة يستخدم لضخ المثانة للاشخاص ذو القسطرة البولية لتجنب الالتهابات أو الانغلاقات.
الجل منه ممكن ان يستخدم لمعادلة درجة حموضة المهبل.
يستعمل اسيتك اسيد على عنق الرحم للكشف عن سرطان عنق الرحم خلال الفحص.
قد تتضمن الأعراض الجانبية الشعور بالحرق على المنطقة الموضوع عليها,تفاعلات الحساسية وهي نادرة الحدوث.
استخدامه غير موصى به على أذن الاشخاص المصابين بشق طبلة الأذن,وهو يعمل ضد البكتيريا والفطريات التي تسبب التهابات الأذن الخارجية.
الاسيتيك اسيد يستخدم طبيا منذ عهد المصريين القدامى.
وهو موضوع على قائمة منظمة الصحة العالمية للأدوية الأساسية.أكثر دواء آمن وفعال مطلوب في نظم الرعاية الصحية، إذ أنه متاح كدواء جنيس.في الولايات المتحدة كلفة كورس علاج تركيبة الأذن أقل من 25 دولار أميركي. اسيتيك اسيد هو أكثر شيوعا كعلاج لالتهابات الأذن الخارجية في الدول النامية من الدول المتقدمة.

## الاستخدام الطبي
يمكن وضع أسيتيك أسيد على عنق الرحم للمساعدة في الكشف عن سرطان عنق الرحم خلال التصوير في كثير من دول العالم النامي، إذا وضع على عنق الرحم وبعد دقائق ظهر اللون أبيضاً يكون الاختبار إيجابياً.

## اقرأ أيضا
حمض الخليك